# Biserica reformată din Bâra

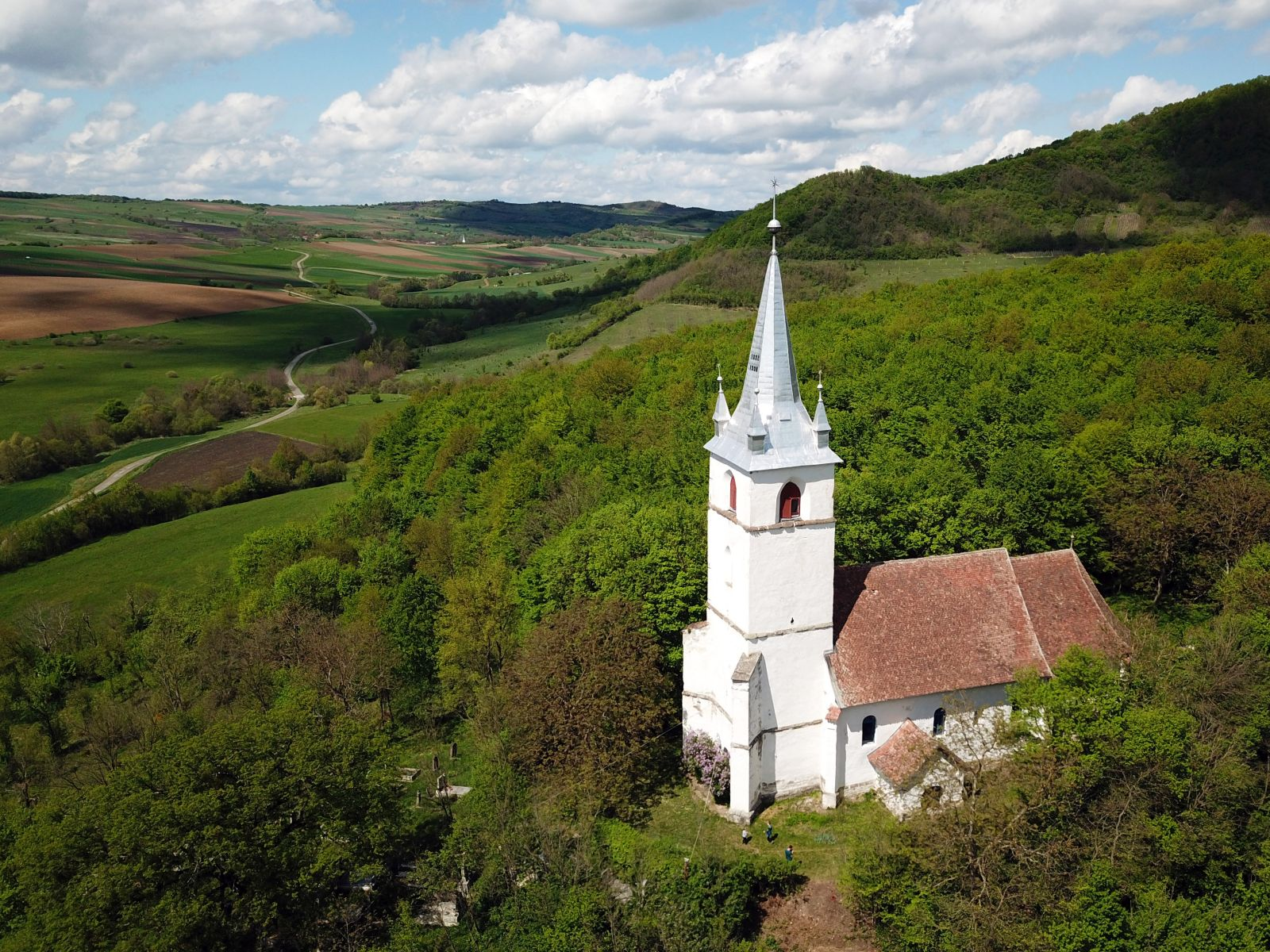
Biserica şi împrejurimile

Biserica reformată din Bâra este un monument istoric aflat pe teritoriul satului Bâra, comuna Bereni. În Repertoriul Arheologic Național, monumentul apare cu codul 118129.01.

## Localitatea
Bâra (în maghiară Berekeresztúr) este un sat în comuna Bereni din județul Mureș, Transilvania, România. Menționat pentru prima oară în registrul dijmelor papale din 1332.

## Biserica
Biserica, inițial catolică, închinată Sfintei Cruci, a fost construită în anul 1385, în stil gotic. A fost reconstruită în 1790 și renovată în 1901 de pastorul József Kolozsvári. Cripta de sub biserică a fost zidită în 1621.
Pe partea din față a amvonului  este reprezentat în relief Pomul vieții. Clopotul mare poartă inscripția: „Veni Rex gloriae cum pace SR 1542”. Pe cel de-al doilea clopot se află inscripționat: „Fusa in opido Rette [g?] AD 1673 în honorem S [anctae] Trinitatis EST."

## Vezi și
- Bâra, Mureș

## Imagini

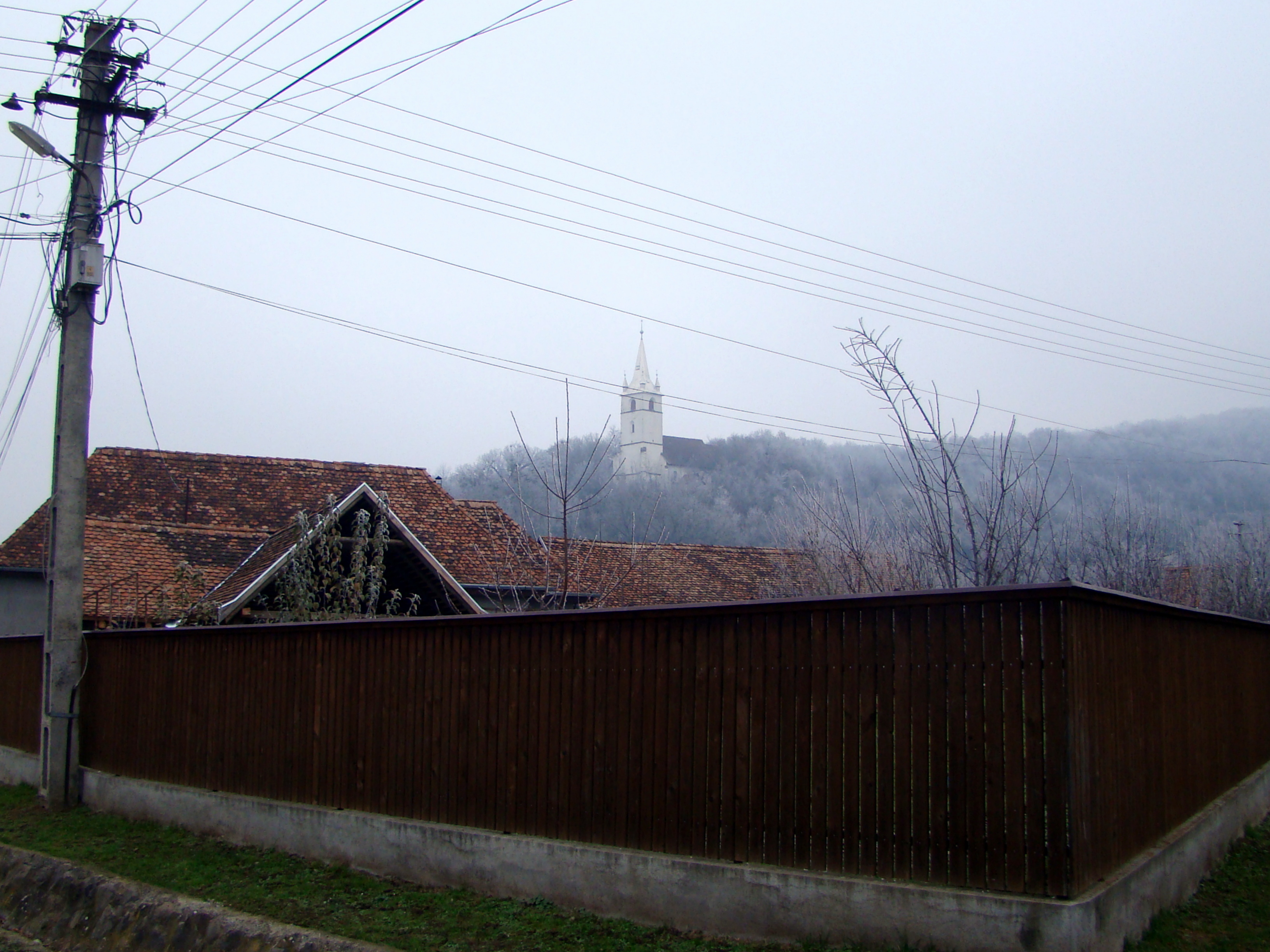
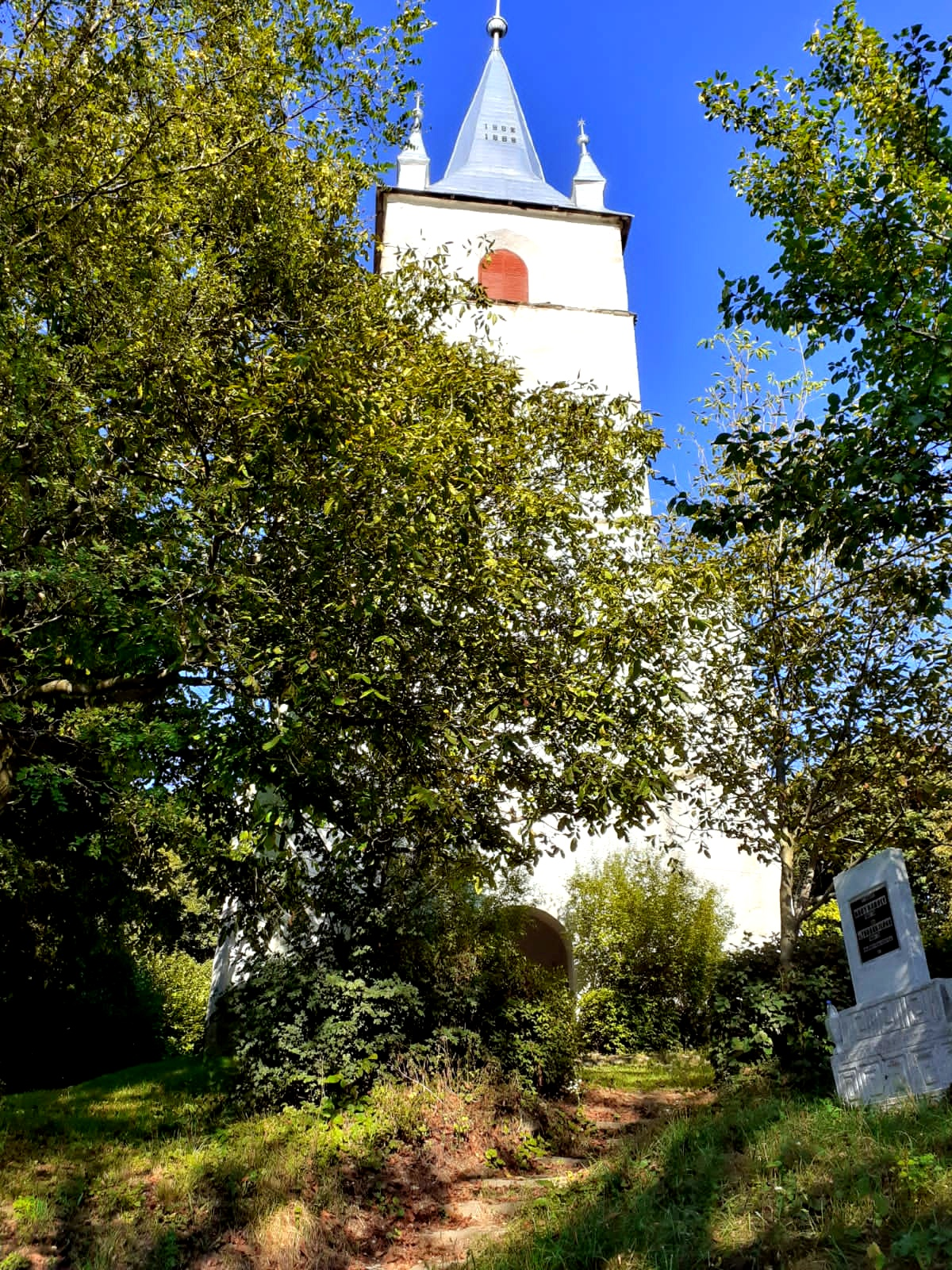
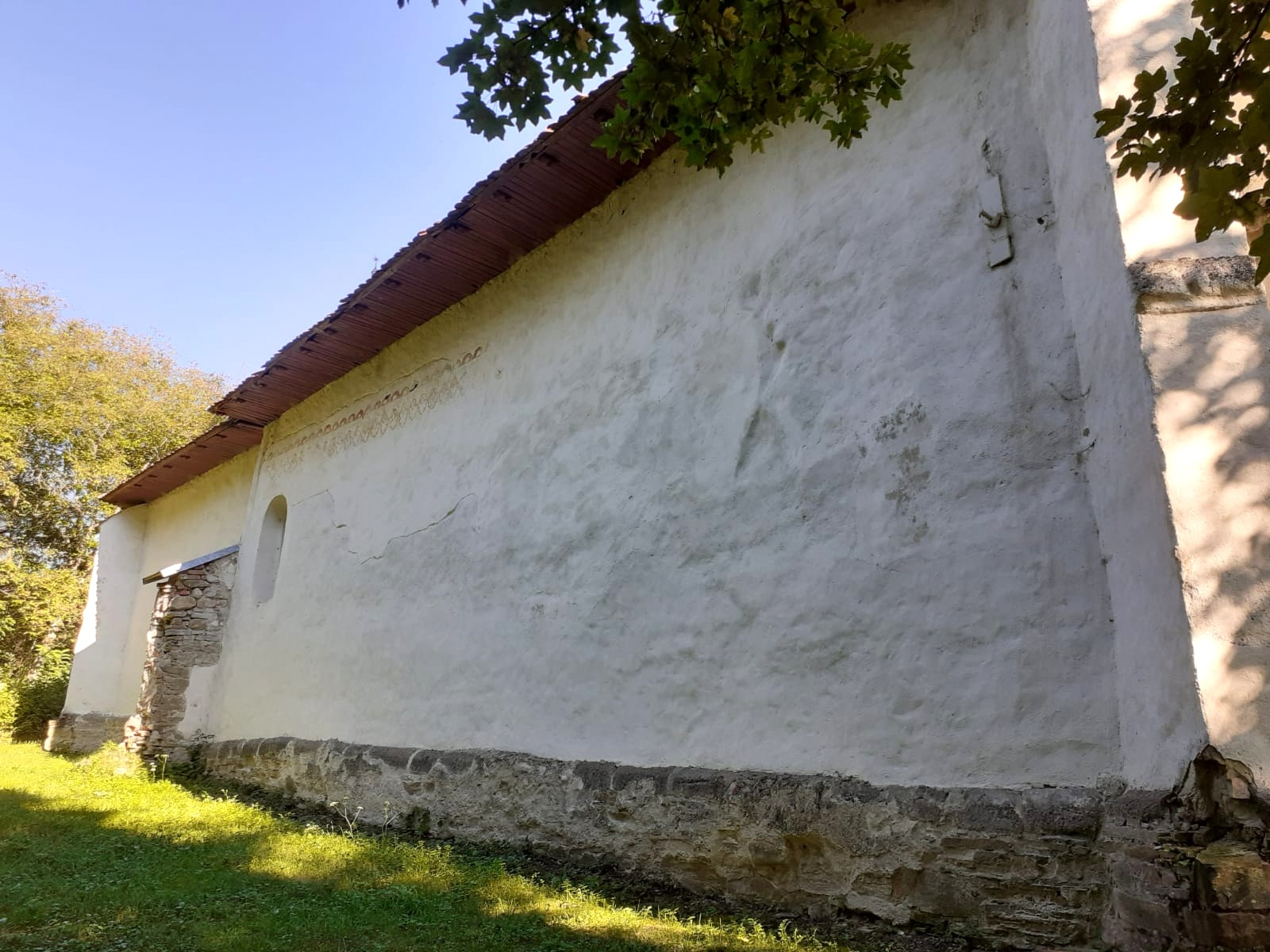
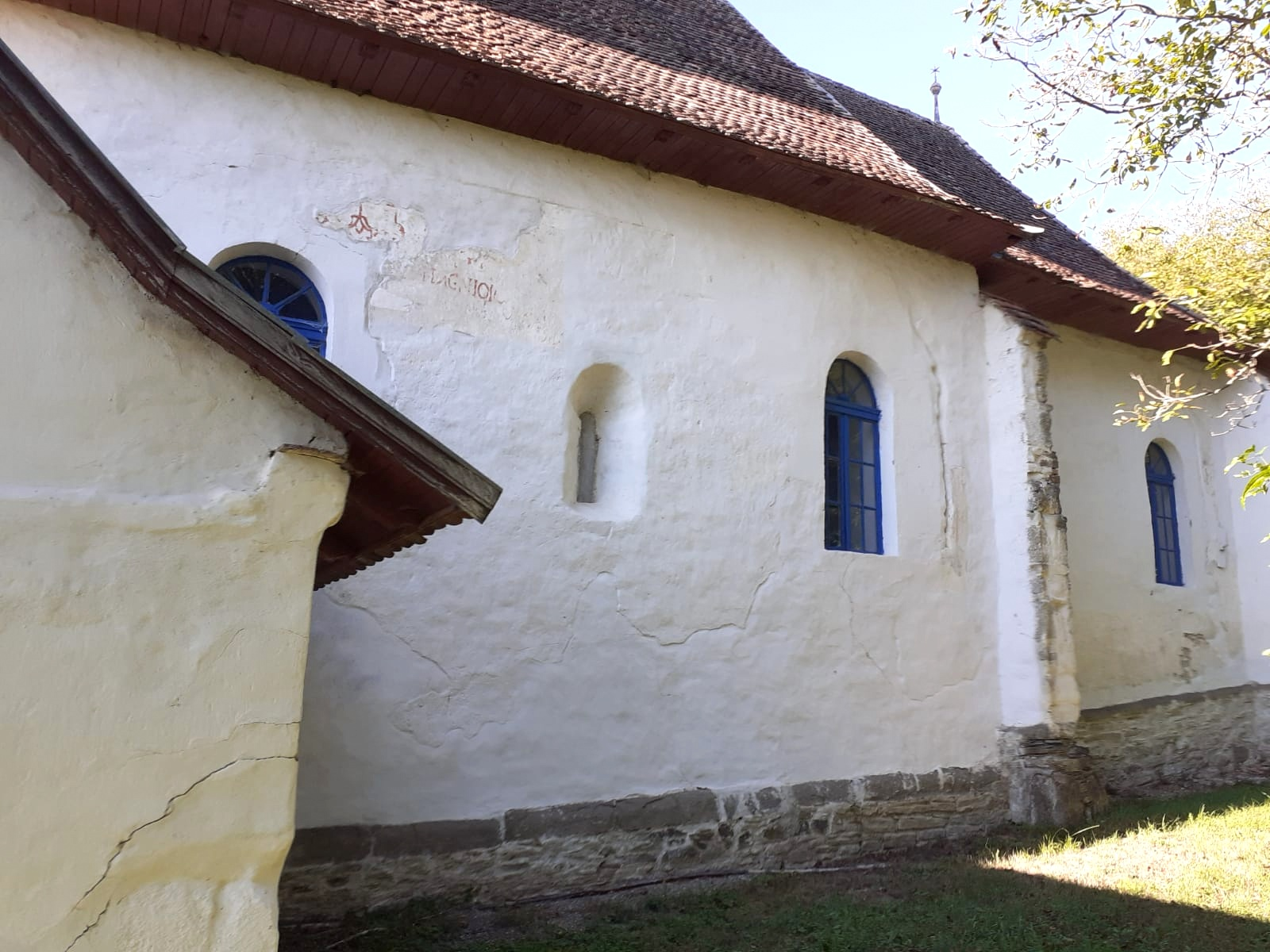
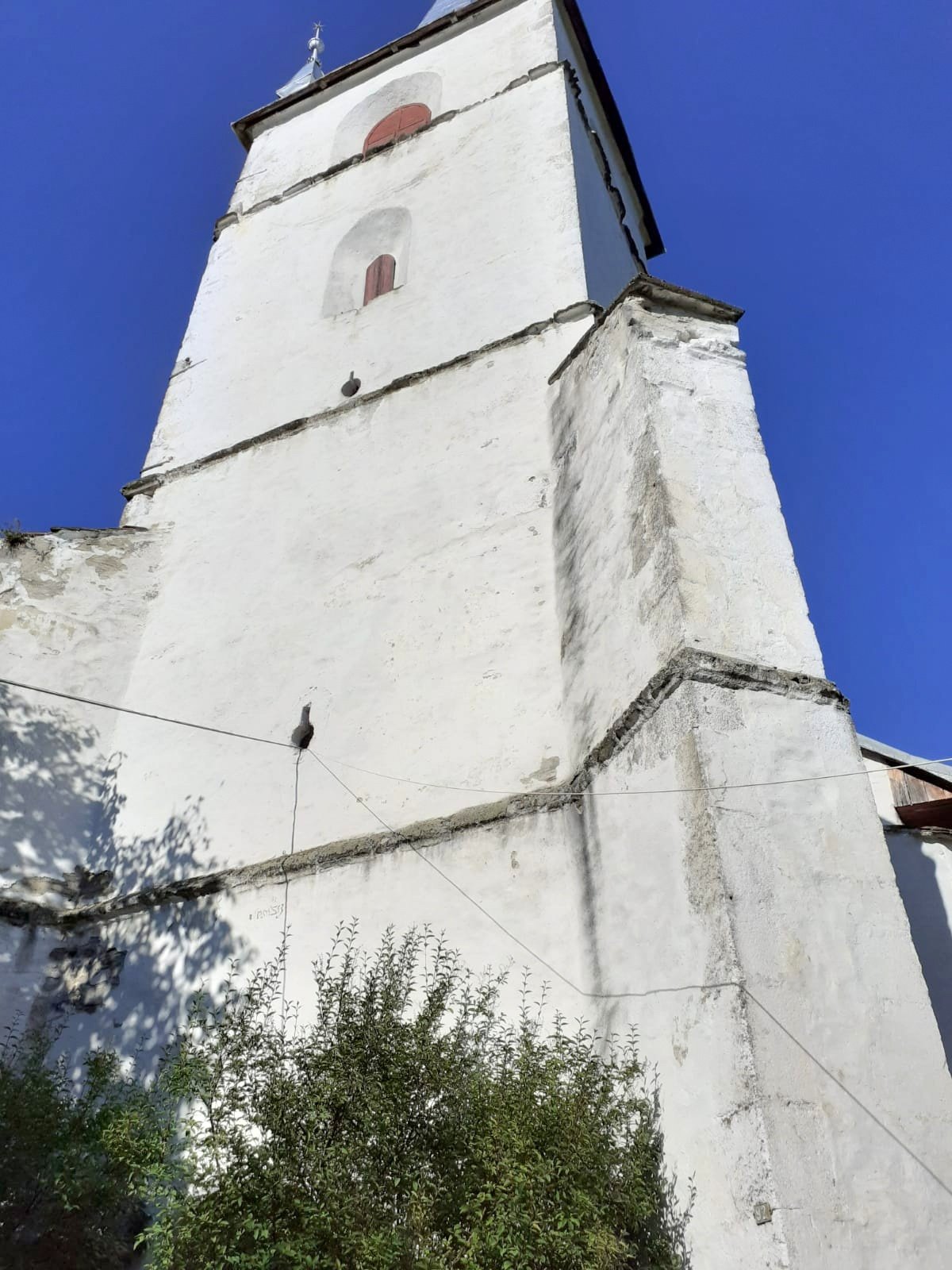
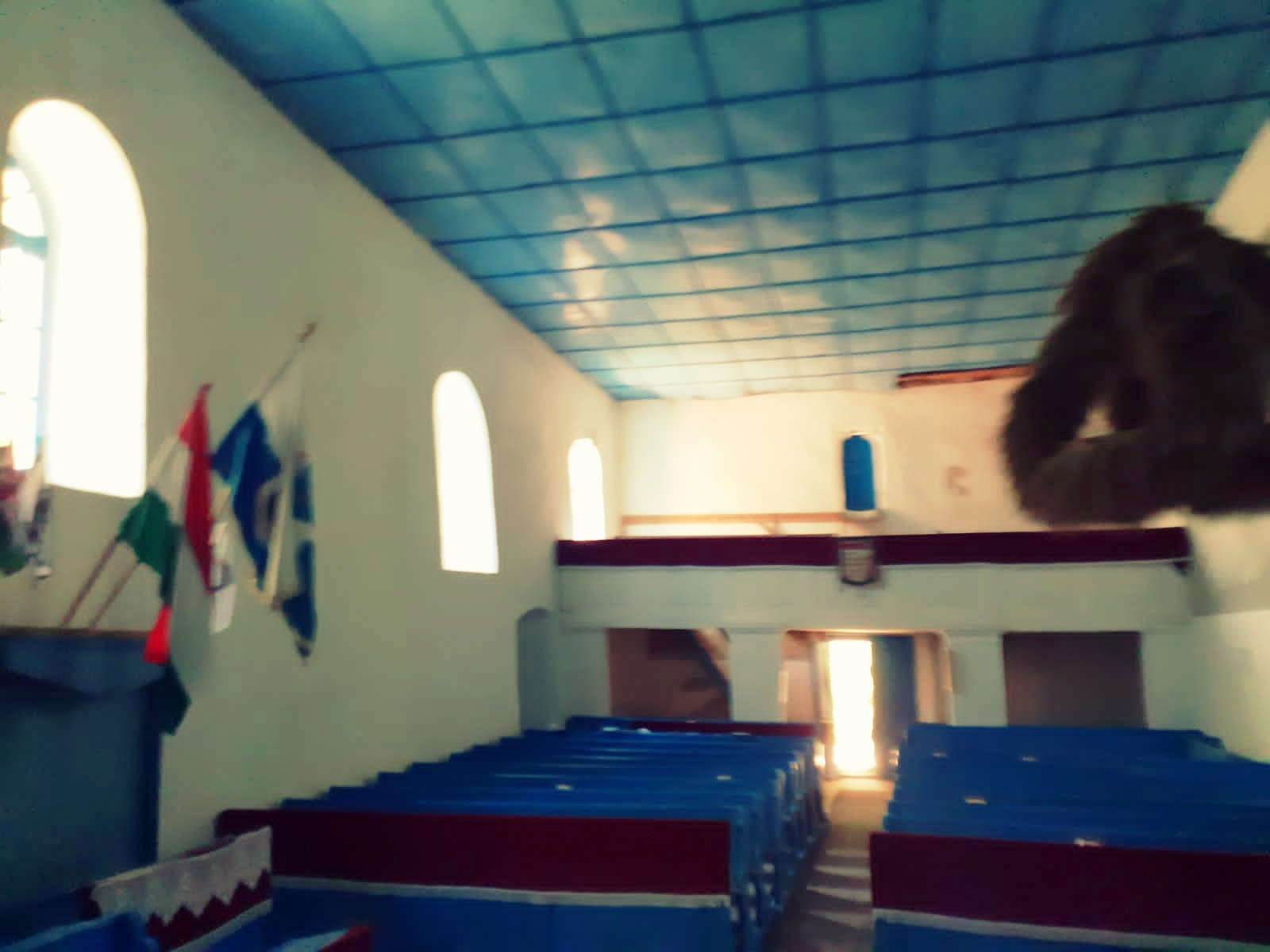
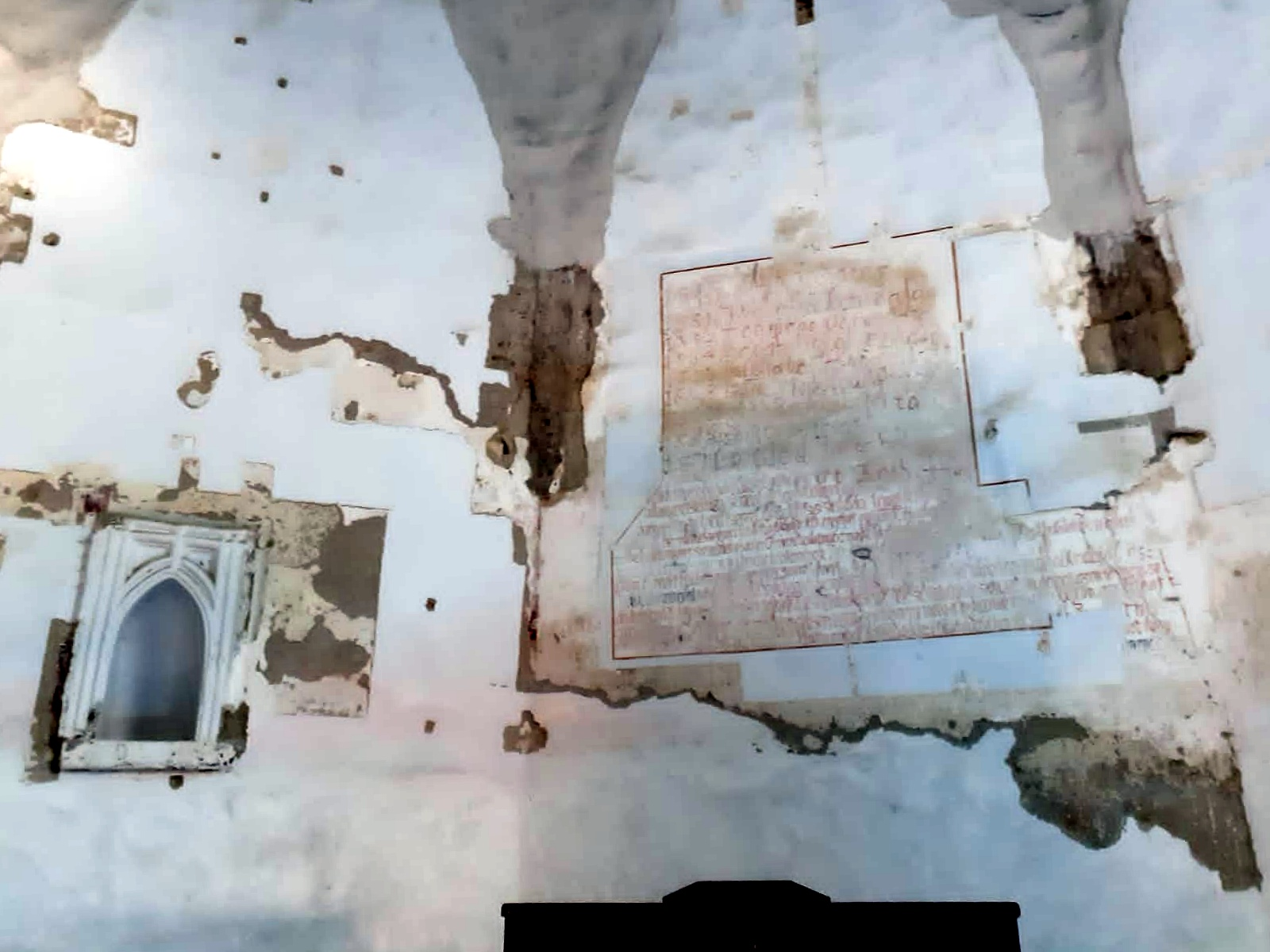
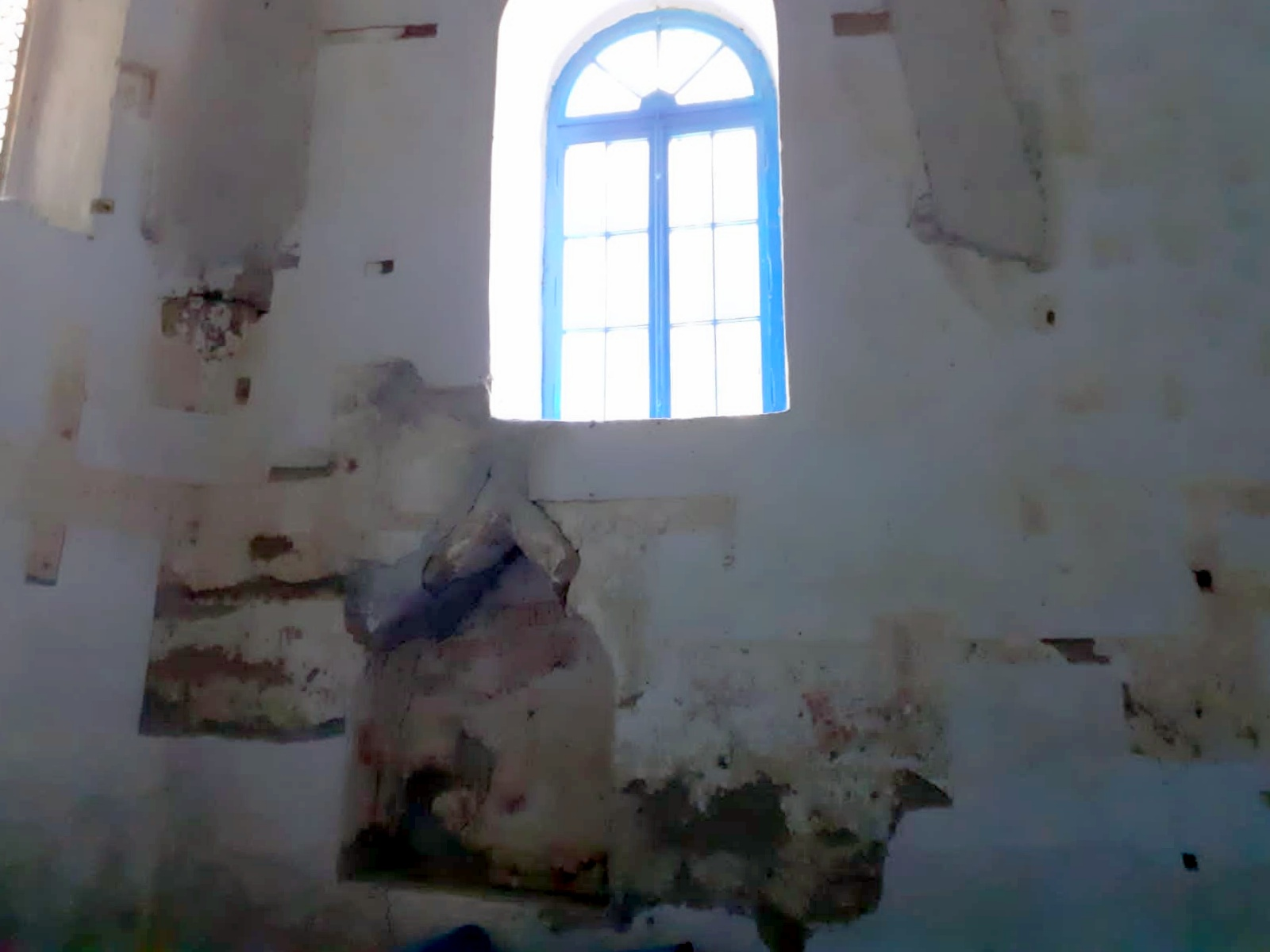
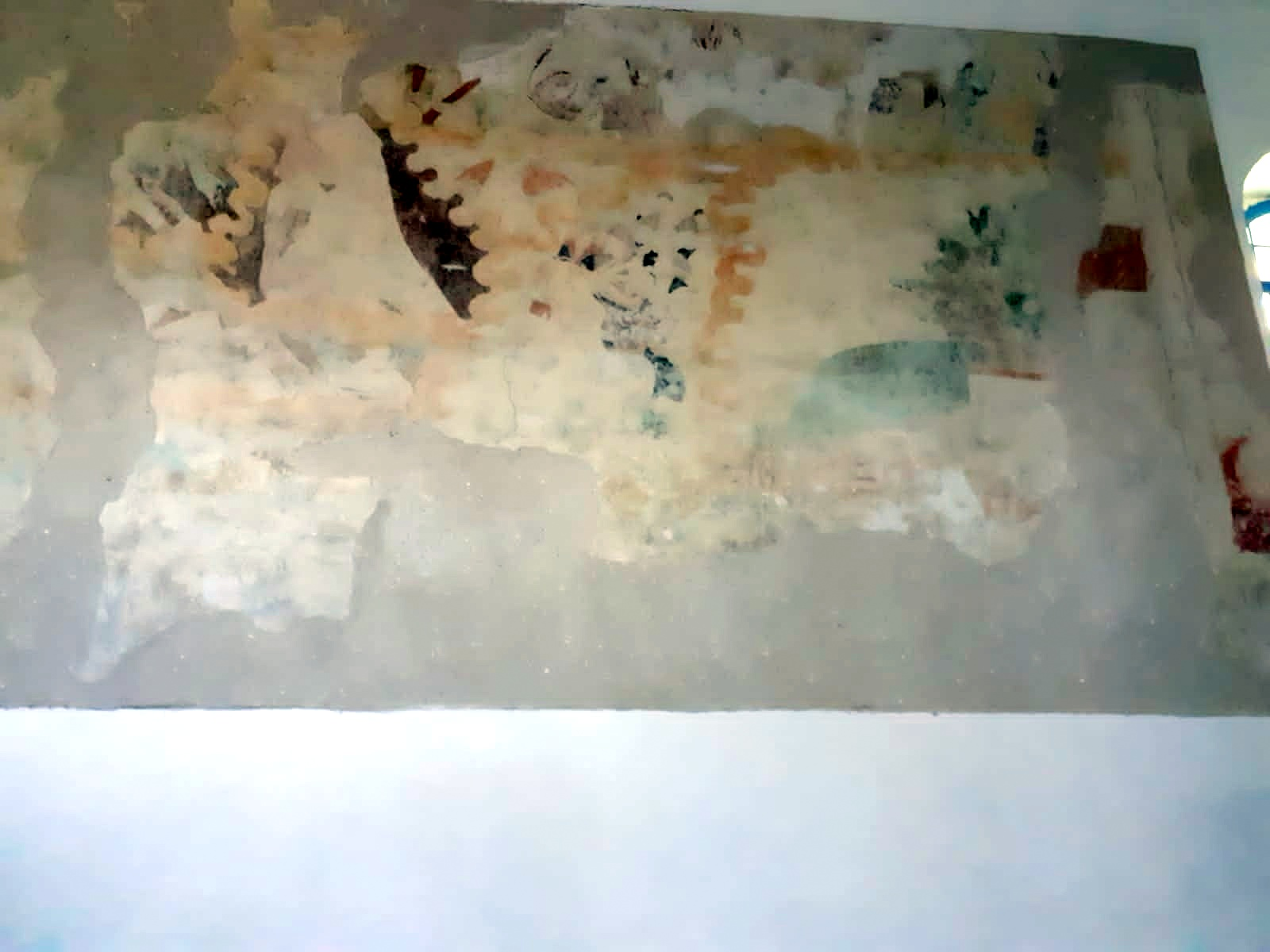
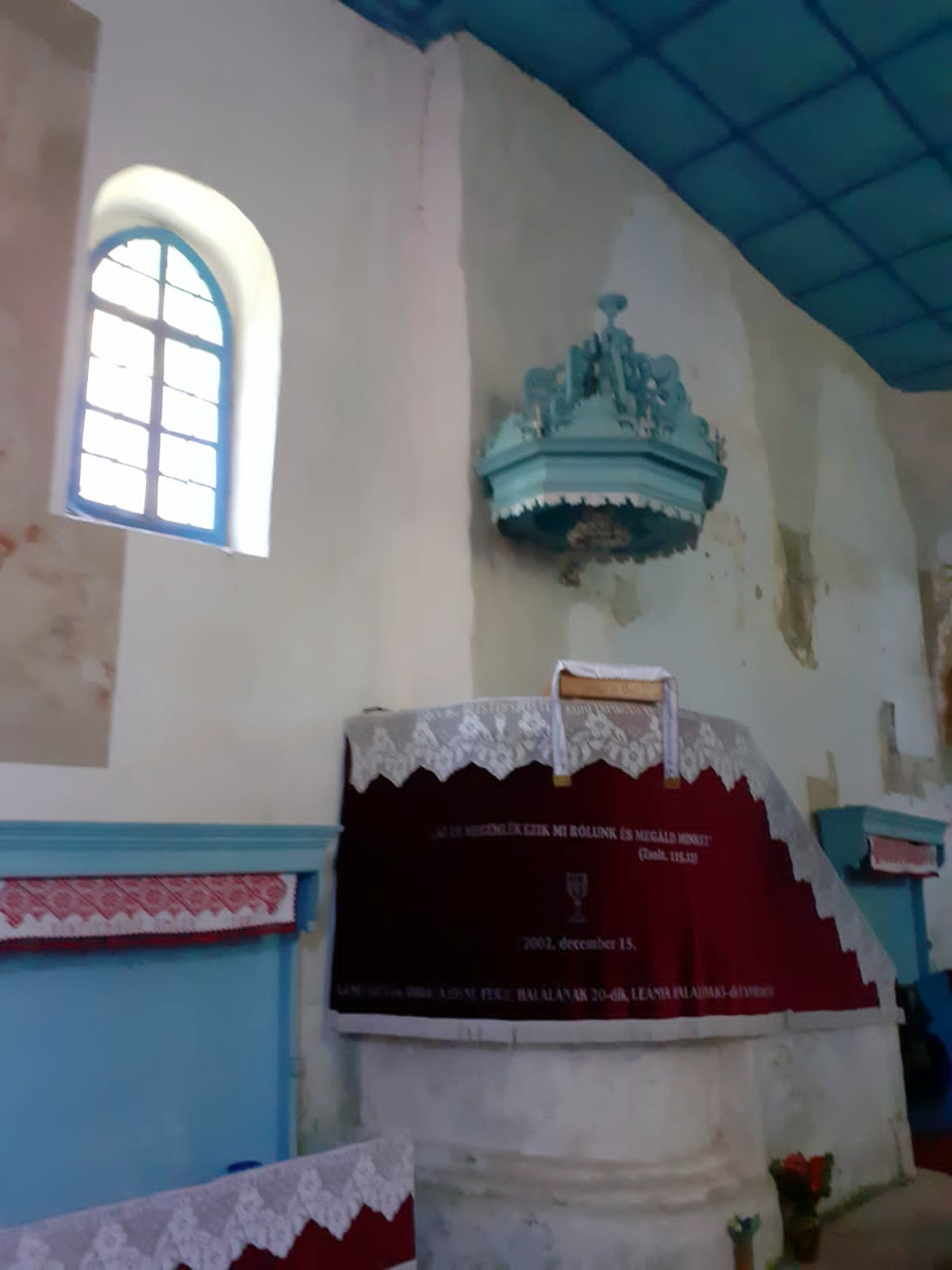
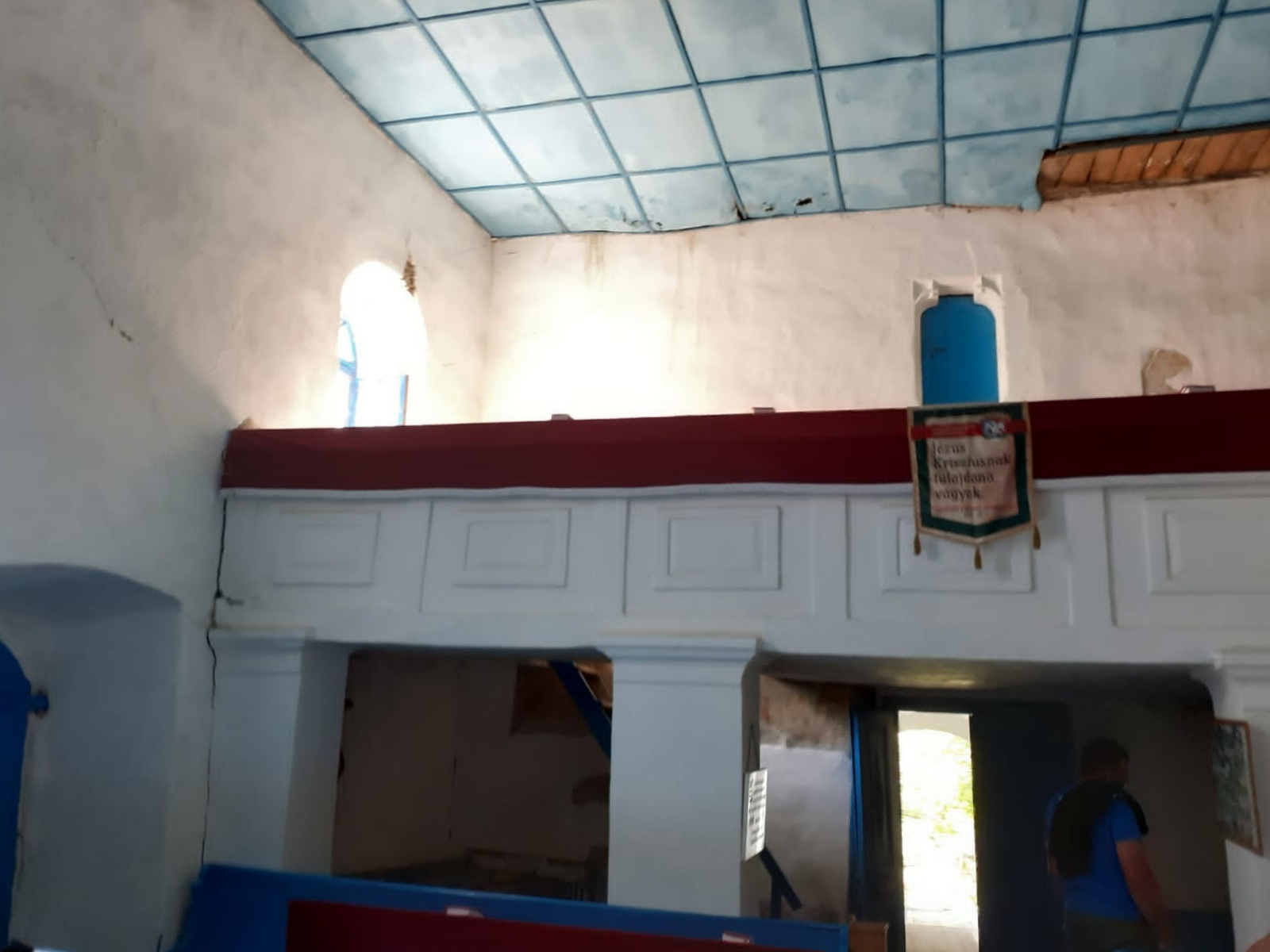
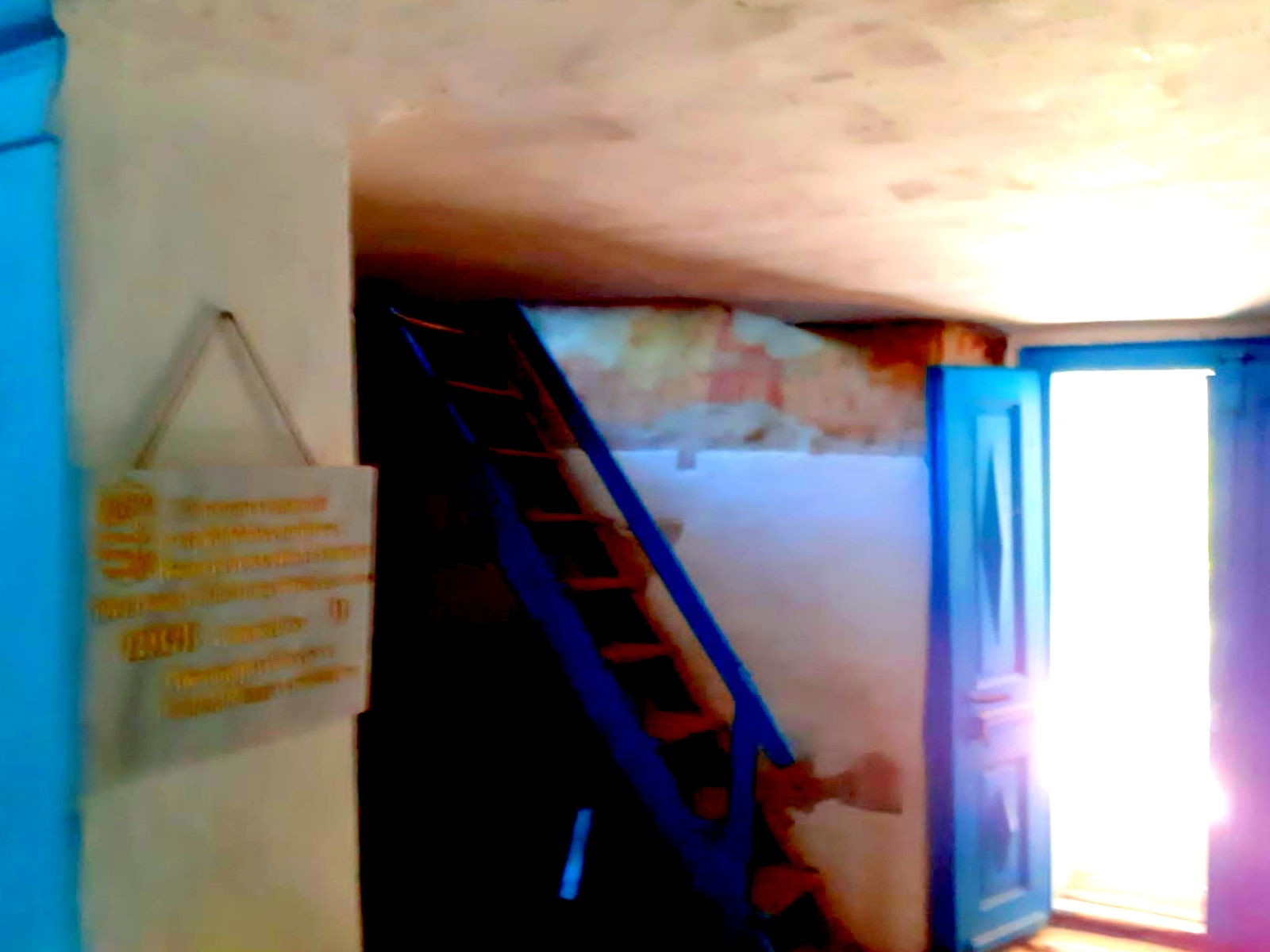
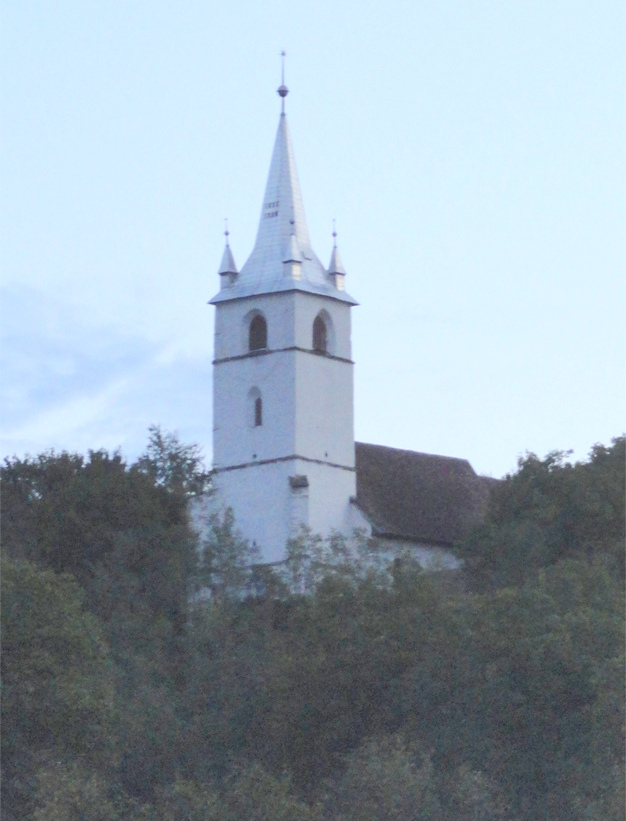
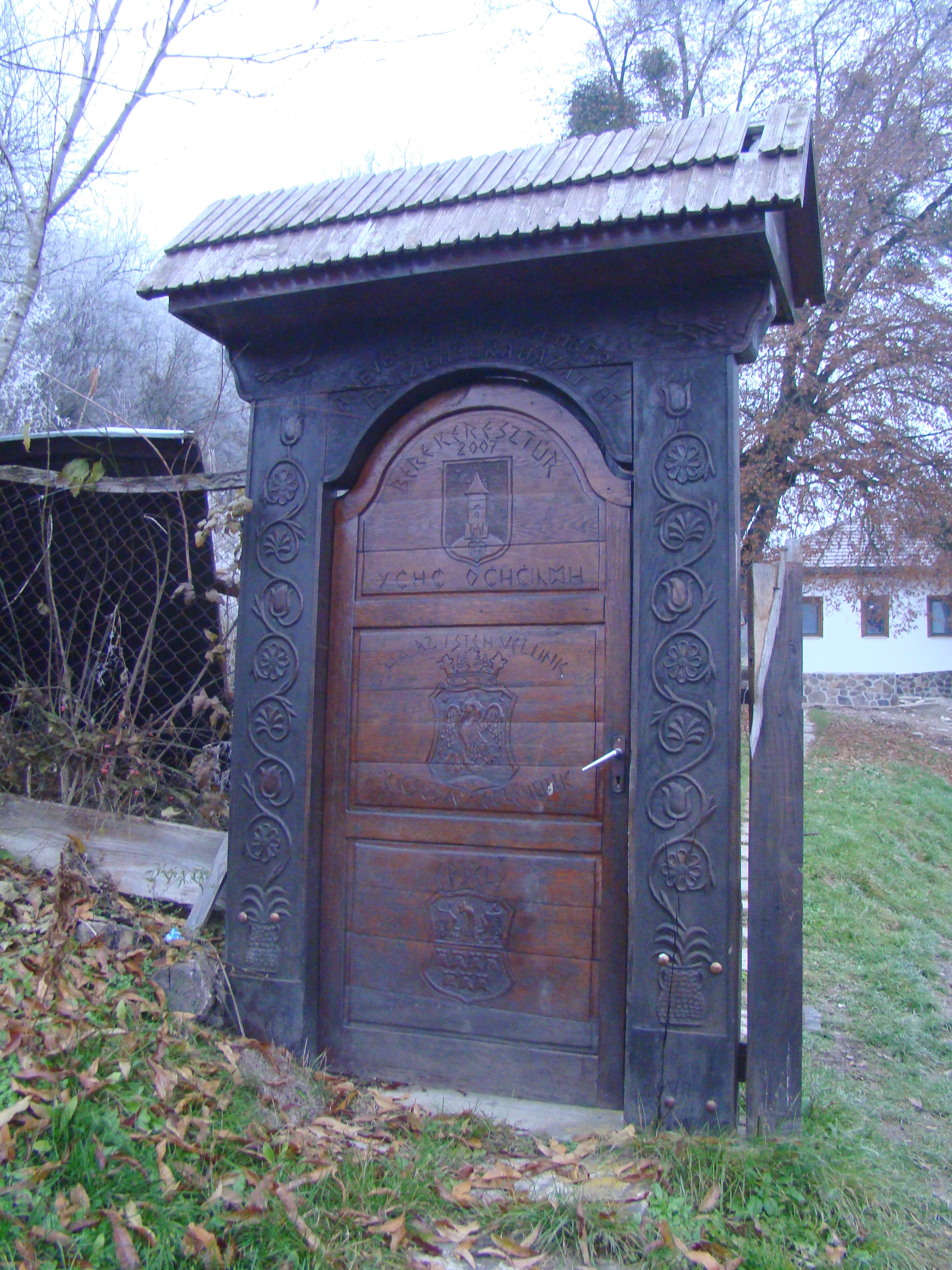
Poarta de lemn a bisericii reformate